# Cold Comfort Farm
Cold Comfort Farm è un film per la televisione del 1995 diretto da John Schlesinger, con protagonisti Kate Beckinsale, Joanna Lumley e Ian McKellen, tratto dal romanzo La fattoria delle magre consolazioni di Stella Gibbons.
Il film è stato girato per la televisione Inglese BBC, ma in Italia come in altri paesi, incluso gli USA, è uscito al cinema.

## Trama
Londra, 1930, la giovane Flora Poste rimane orfana e si fa ospitare da parenti di campagna che vivono in una misera fattoria dell'East Sussex. Dopo alcune incertezze per via del suo snobismo si mette al lavoro e riesce nell'intento di far rifiorire la fattoria, portando ordine, fantasia e gioia.